# Bradford City Association Football Club
O Bradford City Association Football Club é um clube de futebol da cidade de Bradford (West Yorkshire), Inglaterra. Atualmente disputa a Football League Two (Quarta divisão do Campeonato Inglês).
Conhecido como Bantams, a equipe foi fundada em 1903, e venceu a Copa da Inglaterra em 1911, sendo este seu maior título até hoje. A equipe manda seus jogos no Valley Parade, estádio com capacidade para 25.136 torcedores, onde ocorreu a Tragédia de Bradford, um incêndio ocorrido nas arquibancadas do estádio no dia 11 de maio de 1985, no qual 56 pessoas foram mortas e pelo menos outras 265 ficaram feridas. Tudo aconteceu durante uma partida da Football League Third Division (a terceira divisão da Inglaterra), entre o Bradford City e o Lincoln City.
A equipe passou setenta e sete anos sem disputar a primeira divisão (1922 a 1999), quando conseguiram o acesso ao terminaram na segunda posição. Depois de duas temporadas a equipe foi novamente rebaixada. A instável situação financeira levou a equipe a mais dois rebaixamentos recentemente, levando a equipe a quarta divisão.
Contudo, com a surpreendente campanha na Copa da Liga Inglesa na temporada 2012/2013, que lhe rendeu o vice-campeonato ao passar por gigantes como Arsenal e Aston Villa, conseguiu se reerguer financeiramente e, via playoffs, com uma campanha de recuperação, ascendeu a Football League One, equivalente à terceira divisão do Campeonato Inglês.

## Títulos
| Nacionais | Nacionais                             | Nacionais | Nacionais        |
|           | Competição                            | Títulos   | Temporadas       |
| --------- | ------------------------------------- | --------- | ---------------- |
|           | Copa da Inglaterra                    | 1         | 1910–11          |
|           | Campeonato Inglês - 2ª Divisão Acesso | 1         | 1907–08          |
|           | Campeonato Inglês - 3ª Divisão Acesso | 2         | 1928–29, 1984–85 |